# Scott Adsit
Robert Scott Adsit (sinh ngày 26 tháng 11 năm 1965) là một diễn viên hài, diễn viên và nhà văn người Mỹ. Adsit tham gia dàn diễn viên chính của Thành phố thứ hai của Chicago vào năm 1994 sau khi theo học tại Columbia College Chicago. Anh đã diễn xuất trong một số bộ phim mới, bao gồm cả Paradigm Lost, trong đó ông đoạt giải Joseph Jefferson cho Nam diễn viên xuất sắc nhất trong phim hài.
Từ năm 2005-2008, anh đồng đạo diễn, đồng biên kịch và đồng sản xuất chương trình hoạt hình chuyển động dừng dành cho người lớn Moral Orel với Dino Stamatopoulos và Jay Johnston. Anh cũng lồng tiếng vài nhân vật và được đề cử giải Annie cho tác phẩm Clay Puppington, cha của Orel. Sau sự thành công của Moral Orel, Adsit và Stamatopoulos đã cùng nhau làm việc với nhau trong bộ phim hoạt hình chuyển động của Mary Shelley Frankenhole. Adult Swim đã ra lệnh cho 10 tập trong mùa giải đầu tiên, bắt đầu phát sóng vào ngày 27 tháng 6 năm 2010 và đã bị hủy trong năm 2012.
Adsit được biết đến với vai  Pete Hornberger, một nhà sản xuất điều hành giỏi có ý nghĩa nhưng bị chán nản trong bộ phim sitcom 30 Rock của NBC, đã giành được giải thưởng Screen Actors Guild cho thành tích xuất sắc của một nhóm nhạc trong một xê ri hài hước vào năm 2008. Trong năm 2014, Adsit lồng tiếng cho robot Baymax trong bộ phim hoạt hình của Disney Big Hero 6.

## Tiểu sử
Adsit sinh ra ở Northbrook, Illinois ngày 26 tháng 11 năm 1965, con trai của Genevieve "Genny" (née Butz) và Andrew Scott Adsit, một luật sư về bất động sản. Anh theo học tại trường trung học Glenbrook North, nơi anh nhớ lại mình là "một chú hề lớp", và theo học tại Đại học DePauw của Indiana trong một học kỳ.  Sau đó ông theo học tại trường đại học Columbia ở Chicago, nơi mà thầy dạy diễn xuất Sheldon Patinkin khuyến khích ông tham gia đoàn biểu diễn nổi tiếng của thành phố là Thành phố thứ hai.